# Tärna distrikt, Uppland
Tärna distrikt är ett distrikt i Sala kommun och Västmanlands län. Distriktet ligger omkring Tärna kyrkby i västra Uppland och gränsar till Västmanland.

## Tidigare administrativ tillhörighet
Distriktet inrättades 2016 och utgörs av Tärna socken i Sala kommun.
Området motsvarar den omfattning Tärna församling hade vid årsskiftet 1999/2000.

## Tätorter och småorter
I Tärna distrikt finns inga tätorter eller småorter.